# Ielena Apreleva
Ielena Ivanovna Apreleva, de son nom de naissance Blaramberg, pseudonyme E. Adrov (en russe : Елена Ивановна Апрелева, Бларамберг - Е. Ардов), née le 24 février 1846 (8 mars dans le calendrier grégorien) à Orenbourg dans l'Empire russe et morte le 4 décembre 1923 à Belgrade, est une écrivaine, traductrice et pédagogue russe. 

## Biographie
Les parents d'Ielena Ivanovna sont Ivan Blaramberg (ru), ingénieur-géodésiste militaire, quartier-maître général des troupes du secteur d'Orenburg, et Ielena Palovna, née Mavromichalis. 
Elle est éduquée dans le domicile familial, et sous l'influence des idées des lumières, dans les années 1860, elle se destine d'abord à l'éducation. Elle passe en 1868 l'examen de préceptrice à l'université d'État de Saint-Pétersbourg.  
Elle collabore à la revue Rousskaïa Starina, fait des traductions et des compilations d'articles sur les questions d'éducation pour la Revue du ministère de l'éducation populaire (ru) et L'École publique (ru)  en 1870 elle publie Jeux et activités pour les enfants («Игры и занятия для детей»). En 1871 l'éditeur de la revue Famille et école (ru) lui propose la rédaction de la section pour les enfants de cette revue. Elle le fera pour les 7 premiers numéros, dans lesquels paraissent également ses Croquis de Sibérie («Очерки Сибири»). 
En 1872 elle part à l'étranger. Elle étudie à Prague et à Dresde l'organisation des jardins d'enfants et des écoles primaires. Elle suit pendant trois semestres les cours de la faculté de philosophie de l'université de Genève, mais, gravement malade, elle doit abandonner sa formation et revenir en Russie. Elle retourne cependant en 1876 à l'étranger, et vit à Paris, où, avec Ivan Tourgueniev, elle achève sa première nouvelle, Coupables sans faute («Без вины виноватые»). Elle est publiée en 1877 dans Le Messager de l'Europe. Elle écrit ensuite de nombreux récits, nouvelles et romans, publiés dans différentes revues.  
Elle se marie avec Piotr Alekseïevtich Aprelev, dont elle est la troisième épouse) et part avec lui au Turkestan, où elle passera plus de 15 ans, d'abord à Samarcande, puis à Tachkent. 
En 1906, un groupe d'insurgés d'Iméréthie tue son mari sous ses yeux dans leur propriété de Petrovskoe, près de Sotchi, dans le gouvernement de la mer Noire. Elle devient aveugle sous le choc, et arrête pratiquement toute production littéraire. En 1920 elle émigre en Serbie par Novorossiisk.  
Elle meurt le 4 décembre 1923 à Belgrade. Elle est enterrée dans le cimetière de Topčider.

## Œuvre
Outre Coupables sans faute, elle a notamment écrit les textes suivants,,.
Dans la revue Delo (ru) sont publiés Les Devises («Васюта»), Roufina Kasdoïeva («Руфина Каздоева»), où elle décrit les aspirations des années 1960 en Russie.  
Dans la revue La Pensée russe paraissent La maitresse («Паночка»), Une femme des plus renommées («Выдающаяся женщина»), La petite Comtesse («Графинюшка») et dans Niva Timofeï et Anna («Тимофей и Анна») et Narcissus poeticus. 
Certains de ses ouvrantes sont publiés sous forme de recueils, dans Delo (Notre princesse («Наша княжна» - Moscou, 1899), Pour aider les femmes qui apprennent («На помощь учащимся женщинам») et («Натуся Кузьмы Кузьмича» - Moscou, 1901), ainsi que dans des journaux pour enfants : La Lecture des enfants, Le Repos des enfants («Детский Отдых») et La Source («Родник»).
Elle publie dans Les Nouvelles russes les Croquis de Crimée («Крымские очерки»), les Croquis d'Asie centrale («Среднеазиатские очерки») soit 26 textes dans l'année 1893, et les articles Souvenirs d'Ivan Tourgueniev («Из воспоминаний об И. С. Тургеневе» - janvier 1904), Auprès d'Aleksandr Feofilaktovitch Pissemski («У Алексея Феофилактовича Писемского» - 1905) et Les souffrances du rédacteur. En mémoire de Nikolaï Chelgounov («Муки редактора. Памяти Н. В. Шелгунова» - 1908). 
Sa pièce Pots cassés («Битые черепки») est jouée au Théâtre Maly en 1898. 
Sont parus dans des éditions séparées Roufina Kasdoïeva («Руфина Каздоева» - Saint-Pétersbourg, 1892), les Esquisses («Эскизы» - Moscou, 1893) et les récits pour enfants d'âge moyen Deux mondes («Два мира» - Saint-Pétersbourg, 1910).

## Peinture
Ielena Ivanovna a été un des modèles pour le tableau d'Ilia Répine, La Régente Sophie.

## Famille
Ielena Ivanovna a eu deux frères, Vladimir Ivanovitch Blaramberg (1843—1895), juriste, et Pavel Blaramberg (1841―1907), compositeur.
Elle a été mariée à Piotr Alekseïevitch Aprelev (1841—1906), sous-lieutenant à la retraite et conseiller d'État et a eu deux fils, Boris (ru), officier de marine et écrivain, et Gueorgui (1889—1964, Paris), officier d'état-major,.

### En français
- Tamara Zviguilisky, « Une disciple de Tourguéniev : Elena Blaramberg-Ardov-Apreleva, », Cahier Ivan Tourgueniev, Paris, no 20,‎ 1997, p. 103 (ISSN 0399-1326, lire en ligne, consulté le 10 mars 2018).

### En russe
- (ru) « Ардов Е. » [« Ardov E. »], Dictionnaire encyclopédique Brockhaus et Efron, sur ru.wikisource.org, Saint-Pétersbourg,‎ 1890—1907 (consulté le 10 mars 2018).
- (ru) « Бларамберг Елена Ивановна » [« Blaramberg Ielena Ivanovna »], Dictionnaire encyclopédique Brockhaus et Efron, sur ru.wikisource.org, Saint-Pétersbourg,‎ 1890—1907 (consulté le 10 mars 2018).
- (ru) « Апрелева — Бларамберг » [« Apreleva — Blaramberg »], Энциклопедический словарь Русского библиографического института Гранат, Moscou, Т-ва 'Бр. А. и И. Гранатъ и Ко', vol. 11, 7e édition,‎ 1911 (lire en ligne).
- (ru) « Апрелева Елена Ивановна (Ардов Е.) » [« Apreleva Ielena Ivanovna (Adrov E.) »] (tiré de : Ардов Е. (Апрелева Е. И.) Средне-Азиатские очерки. — Шанхай: Типография Издательства «Слово», 1935), Коллекция Русского Шанхайца,‎ 1935 (lire en ligne, consulté le 10 mars 2018).